# Voo Pan Am 73
O voo Pan Am 73 foi um voo operado pela Pan Am, cuja aeronave, um Boeing 747-121, foi sequestrado no dia 5 de setembro de 1986, depois que ele aterrissou em Carachi, por quatro homens armados da Organização Abu Nidal. A aeronave, com 379 pessoas (das quais 360 passageiros e 19 tripulantes), acabara de chegar do Aeroporto Internacional de Chhatrapati Shivaji, em Mumbai, e estava pronto para sair para Frankfurt e de lá ele seria direcionado para o destino final, o Aeroporto Internacional John F. Kennedy, em Nova Iorque.
O sequestro só não se concretizou graças à comissária chefe de cabine Neerja Bhanot, que avisou ao comandante do Clipper Empress of the Seas sobre o sequestro na hora certa, fazendo assim com que o comandante, o co-piloto e o engenheiro de voo fugissem da aeronave impedindo-a de decolar rumo a Lárnaca, no Chipre, onde os passageiros e tripulantes seriam usados como moeda de troca no resgate de outro membros da organização terrorista criminosa Abu Nidal que se encontravam presos lá.
Durante o sequestro foram mortos 43 passageiros, dos quais 12 eram indianos, 3 paquistaneses, 3 americanos e 2 mexicanos. Todos os sequestradores foram presos e condenados à morte no Paquistão, mas depois foram libertados.
Esta trágica história foi retratada no filme Neerja.

## Lista de pessoas a bordo, por nacionalidade
| Nacionalidade  | Passageiros | Tripulantes | Total | Vítimas |
| -------------- | ----------- | ----------- | ----- | ------- |
| Alemanha       | 81          | 3           | 84    | 0       |
| Argélia        | 3           | 0           | 3     | 0       |
| Bélgica        | 2           | 0           | 2     | 0       |
| Canadá         | 30          | 0           | 30    | 0       |
| Dinamarca      | 8           | 0           | 8     | 2       |
| Estados Unidos | 18          | 1           | 19    | 2       |
| França         | 4           | 1           | 5     | 0       |
| Índia          | 91          | 8           | 99    | 12      |
| Irlanda        | 5           | 0           | 5     | 4       |
| Itália         | 50          | 2           | 52    | 7       |
| México         | 8           | 0           | 8     | 2       |
| Paquistão      | 44          | 0           | 44    | 3       |
| Reino Unido    | 15          | 4           | 19    | 11      |
| Suécia         | 2           | 0           | 2     | 0       |
| Total          | 360         | 19          | 379   | 43      |

## Na cultura popular
O filme Neerja foi lançado em 2016, representando o sequestro e as ações de Neerja Bhanot, comissária de voo sênior e a mais jovem vencedora da mais alta condecoração indiana por bravura Ashoka Chakra. Ela também recebeu o prêmio de Coragem Especial dos Estados Unidos e o Tamgha-e-Insaaniyat paquistanês.